# Лептура Рея
Лептура Рея (Anastrangalia reyi) — жук из семейства усачей и подсемейства Усачики.

## Описание
Жук длиной от 9 до 16 мм. Время лёта жука с июня по август.

## Распространение
Распространён в Европе, за исключением Южной части.

## Экология и местообитания
Жизненный цикл продолжается два-три года. Кормовые растения — ель (Picea) и сосна (Pinus).